# Đạm Thủy
Đạm Thủy (tiếng Trung: 淡水區; bính âm Hán ngữ: Dànshuǐ Qū; bính âm thông dụng: Dànshueǐ Cyu; Bạch thoại tự: Tām-súi Khu) là một khu (quận) của thành phố Tân Bắc, Trung Hoa Dân Quốc (Đài Loan). Quận được đặt tên theo sông Đạm Thủy. Địa bàn quận Đạm Thủy xưa kia là nơi cư trú của thổ dân Ketagalan.
Nằm tại bờ duyên hải ở mũi phía Bắc của Đài Loan, cách thành phố Đài Bắc 40 phút tàu điện, Đạm Thủy cực thích hợp để đi và về trong ngày. Đạm Thủy rất được người dân địa phương yêu thích tìm đến vào những ngày cuối tuần. Là một nơi tập trung các nét văn hóa và kiến trúc của thực dân phương Tây, Nhật Bản trước đó, của người dân Phúc Kiến đến từ miền Nam, Đạm Thủy là một trong những điểm du lịch không thể bỏ qua khi nhắc đến khu vực Bắc Đài.
Tập trung rất nhiều tại Đạm Thủy là vô vàn những nhà hàng, quán cà phê, cửa hàng/gian hàng bán hàng rong, biểu diễn tự do đường phố, biểu diễn văn hóa truyền thống. Nơi đây chính là cửa ngõ vào bờ Bắc của xứ Đài.